# Xã Dry Fork, Quận Carroll, Arkansas
Xã Dry Fork (tiếng Anh: Dry Fork Township) là một xã thuộc quận Carroll, tiểu bang Arkansas, Hoa Kỳ. Năm 2010, dân số của xã này là 292 người.